# SStB – Ozean bis Wechsel
Die SStB – Ozean bis Wechsel waren Dampflokomotiven der Südlichen Staatsbahn (SStB) Österreich-Ungarns.
Da sich die 2B- gegenüber der 2A-Bauart bewährte, wurden anschließend an die neun Maschinen SStB – Admont bis Lipoglau, die die Lokomotivfabrik der WRB geliefert hatte, 2B-Lokomotiven in Amerika bestellt, die etwas geringere Dimensionen aufwiesen.
Die kleineren Räder lassen darauf schließen, dass ihr Einsatzgebiet eher im Güterzugbereich lag.
Die zwölf Lokomotiven wurden von William Norris in Philadelphia 1846 geliefert.
Sie erhielten die Namen „OZEAN“, „SAVE“, „GROSSGLOCKNER“, „DONAU“, „TERGLAV“, „IDRIA“, „TIMAVO“, „PACK“, „LOIBL“, „ISTRIA“, „TERGESTE“ und „WECHSEL“.
Die Lokomotiven dieser Reihe kamen 1858 im Zuge der Privatisierung österreichischer Staatsbahnen zur Südbahngesellschaft, die ihnen die Nummern 874–885, und ab 1860 die Reihennummer 16 zuwies.
Die Ausmusterung erfolgte bereits 1864, also bevor sie in das neue Reihenschema aufgenommen wurden.